# Carticasi
Carticasi (en cors Carticasi) és un municipi francès, situat a la regió de Còrsega, al departament d'Alta Còrsega. L'any 1999 tenia 26 habitants.

## Demografia
| 1962 | 1968 | 1975 | 1982 | 1990 | 1999 |
| ---- | ---- | ---- | ---- | ---- | ---- |
| 44   | 68   | 55   | 21   | 18   | 26   |

## Administració
| Període   | Identitat    | Partit | Qualitat |  |
| --------- | ------------ | ------ | -------- |  |
| 1945-1983 | Bono Renucci |        |          |  |
| 1983-     | Jean Renucci |        |          |  |

## Personatges il·lustres
- Pierre Albertini, alcalde de Rouen (2001-2008), diputat de l'Alta Normandia (1993-2007)
- Didier Bariani, Secretari d'Estat (AE) (1986-1988), alcalde del Districte 20è de Paris (1983-1995).
- Stephane Piobetta, Compagnon de la Libération